# José Nomdedeu
José Nomdedeu (* Ibi, 1786 † Aranzueque, 1848) fue un destacado guerrillero y militar español.

## Biografía
Nació en la villa alicantina de Ibi y su apellido Nomdedeu, en Castilla, fue entendido por muchos como Mondedeu que es de hecho como se le conoce mayoritariamente.
En 1809 ya aparece como miembro destacado de la guerrilla formada por Juan Martín Díez, El Empecinado para combatir al invasor francés; luchando con ella en La Alcarria y los alrededores de Guadalajara, Alcalá de Henares y Madrid.
Acabada la guerra de la Independencia se asentó en la villa alcarreña de Aranzueque donde vivió mientras sus obligaciones militares se lo permitieron y alcanzó del rey Fernando VII el grado de Brigadier de Caballería gracias a su apoyo al bando realista durante el Trienio Liberal, a diferencia de su antiguo jefe El Empecinado que acabaría siendo ejecutado en Roa por liberal.
En 1813 se casó con Ana Arroyo, hija de Mateo Arroyo hidalgo en la corte de Carlos IV y antes de Carlos III además de un militar. En 1814 nació su único hijo, Francisco Nomdedéu y Arroyo. Sus descendientes volverían a la villa Alicantina de Ibi, tras 2 generaciones en Guadalajara. 
- Datos: Q6455039